# Чемпионат Польши по футболу 1925
Чемпионат Польши по футболу 1925 — пятый официальный розыгрыш Чемпионата Польши по футболу. Соревнования проходили в трёх финальных группах, победители которых встретились в финальной группе. Чемпионом Польши стал клуб Погонь (Львов).

## Информация
- Чемпион Польши: Погонь (Львов)
- Вице-чемпион: Варта (Познань)

В чемпионате принимали участие победители окружных чемпионатов.

## Первый этап

### Северная группа
| М | Команда           | И | В | Н | П | Мячи   | ±  | О | Примечания               |
| - | ----------------- | - | - | - | - | ------ | -- | - | ------------------------ |
| 1 | Варта (Познань)   | 4 | 3 | 0 | 1 | 11 − 6 | +5 | 6 | Выход в финальную группу |
| 2 | ТКС (Торунь)      | 4 | 2 | 0 | 2 | 7 − 7  | 0  | 4 |                          |
| 3 | Полония (Варшава) | 4 | 1 | 0 | 3 | 5 − 10 | −5 | 2 |                          |

И — игры, В — выигрыши, Н — ничьи, П — проигрыши, Мячи — забитые и пропущенные голы, ± — разница голов, О — очки

### Восточная группа
| М | Команда           | И | В | Н | П | Мячи   | ±   | О | Примечания               |
| - | ----------------- | - | - | - | - | ------ | --- | - | ------------------------ |
| 1 | Погонь (Львов)    | 4 | 4 | 0 | 0 | 12 − 1 | +11 | 8 | Выход в финальную группу |
| 2 | Погонь (Вильно)   | 4 | 1 | 0 | 3 | 5 − 11 | −6  | 2 |                          |
| 3 | Люблянка (Люблин) | 4 | 1 | 0 | 3 | 3 − 8  | −5  | 2 |                          |

И — игры, В — выигрыши, Н — ничьи, П — проигрыши, Мячи — забитые и пропущенные голы, ± — разница голов, О — очки

### Южная группа
| М | Команда        | И | В | Н | П | Мячи   | ±   | О | Примечания               |
| - | -------------- | - | - | - | - | ------ | --- | - | ------------------------ |
| 1 | Висла (Краков) | 4 | 3 | 0 | 1 | 10 − 3 | +7  | 6 | Выход в финальную группу |
| 2 | Лодзь          | 4 | 3 | 0 | 1 | 9 − 4  | +5  | 6 |                          |
| 3 | АКС (Хожув)    | 4 | 0 | 0 | 4 | 0 − 12 | −12 | 0 |                          |

И — игры, В — выигрыши, Н — ничьи, П — проигрыши, Мячи — забитые и пропущенные голы, ± — разница голов, О — очки

Во Львове был сыгран дополнительный матч за первенство группы: Висла (Краков) — Лодзь — 6:3.

## Финальная группа
| М | Команда         | И | В | Н | П | Мячи   | ±  | О | Примечания     |
| - | --------------- | - | - | - | - | ------ | -- | - | -------------- |
| 1 | Погонь (Львов)  | 4 | 3 | 1 | 0 | 8 − 3  | +5 | 7 | Чемпион Польши |
| 2 | Варта (Познань) | 4 | 1 | 1 | 2 | 5 − 12 | −7 | 3 |                |
| 3 | Висла (Краков)  | 4 | 1 | 0 | 3 | 6 − 4  | +2 | 2 |                |

И — игры, В — выигрыши, Н — ничьи, П — проигрыши, Мячи — забитые и пропущенные голы, ± — разница голов, О — очки

## Бомбардиры
|    | Имя           | Голы | Клуб            |
| 1. | Хенрик Рейман | 11   | Висла (Краков)  |
| 2. | Мечислав Бач  | 9    | Погонь (Львов)  |
| 3. | Стефан Шмидт  | 7    | Варта (Познань) |

## Состав чемпионов
Вратари — Эмиль Герлиц, Мечислав Кухар, Богуслав Лахович; полевые игроки — Мечислав Бач, Станислав Дойчманн, Бронислав Фихтель, Якуб Фихтель, Юзеф Гарбень, Францишек Гебартовский, Эдвард Гулич, Кароль Ганке, Антоний Юрас, Вацлав Кухар, Альберт Майер, Владислав Олеарчик, Юзеф Слонецкий, Владислав Смашинский, Людвик Шабакевич, Жигмонт Урих, Натан Цукер. Тренер — Карл Фишер.